# باشگاه فوتبال الشباب امارات
باشگاه فوتبال الشباب امارات (به عربی: نادي الشباب العربي الرياضي) یک باشگاه فوتبال از امارات متحده عربی بود که در شهر دوبی قرار داشت.این باشگاه با باشگاه‌های دوبی و الاهلی ادغام شد و به شباب الاهلی تغییر نام داد.

## بازیکنان

### بازیکنان ایرانی
🇮🇷 سردار آزمون 
مهدی قائدی 
سعید عزت اللهی 
احمد نوراللهی
- علی دایی
- جواد کاظمیان
- مهرداد میناوند
- ایمان مبعلی
- مهرداد اولادی
- داریوش یزدانی